# 전라북도의 코로나19 범유행
다음은 전북특별자치도에서의 코로나19 범유행에 대한 설명이다.

## 경과
1월 30일 첫 확진자가 나왔다. 군산시 거주자로 중국 우한시에서 방문하였다.
2020년 11월~2023년 5월간 사망자가 1236명이 되었고 전주시, 익산시, 군산시, 정읍시, 순창군, 김제시, 진안군, 완주군, 부안군, 남원시, 고창군, 무주군, 임실군, 장수군에서 첫 코로나 사망자가 발생하였다, 원광대학교병원, 군산의료원, 남원의료원, 전북대학교병원 외 16개소에서 치료중 사망하였다.
2022년 1월 5일 전라북도 누적 확진자가 1만명을 돌파하였다.
2022년 2월 6일 전라북도 누적 확진자가 2만명을 돌파하였다.
2022년 2월 13일 전라북도 누적 확진자가 3만명을 돌파하였다.
2022년 2월 18일 전라북도 누적 확진자가 4만명을 돌파하였다.
2022년 2월 22일 전라북도 누적 확진자가 5만명을 돌파하였다.
2022년 2월 24일 전라북도 누적 확진자가 6만명을 돌파하였다.
2022년 2월 27일 전라북도 누적 확진자가 7만명을 돌파하였다.
2022년 3월 1일 전라북도 누적 확진자가 8만명을 돌파하였다.
2022년 3월 3일 전라북도 누적 확진자가 9만명을 돌파하였다.
2022년 3월 5일 전라북도 누적 확진자가 10만명을 돌파하였다.
2022년 3월 11일 전라북도 누적 확진자가 15만명을 돌파하였다.
2022년 3월 16일 전라북도 누적 확진자가 20만명을 돌파하였다.
2022년 3월 19일 전라북도 누적 확진자가 25만명을 돌파하였다.
2022년 3월 24일 전라북도 누적 확진자가 30만명을 돌파하였다.
2022년 4월 1일 전라북도 누적 확진자가 40만명을 돌파하였다.
2022년 4월 14일 전라북도 누적 확진자가 50만명을 돌파하였다.
2022년 6월 5일 전라북도 누적 확진자가 60만명을 돌파하였다.
2022년 8월 12일 전라북도 누적 확진자가 70만명을 돌파하였다.
2022년 9월 6일 전라북도 누적 확진자가 80만명을 돌파하였다.
2022년 11월 24일 전라북도 누적 확진자가 90만명을 돌파하였다.
2023년 1월 17일 전라북도 누적 확진자가 100만명을 돌파하였다.